# Marc Bunse

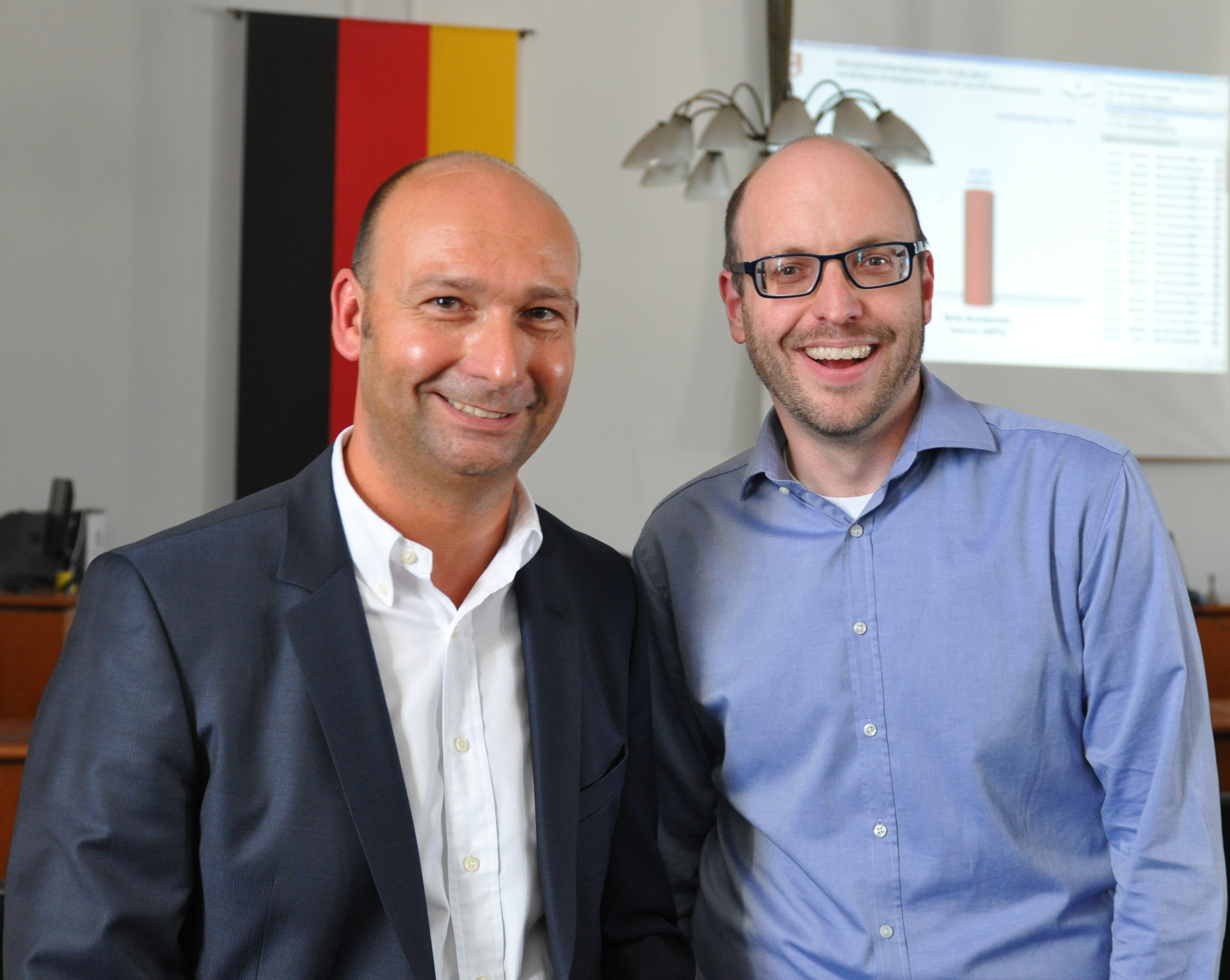
Marc Ratajczak (rechts) neben Stefan Freitag (2014)

Marc Bunse, geb. Ratajczak (* 3. Dezember 1973 in Mettmann) ist ein deutscher Politiker (CDU). Er war von 2005 bis 2012 Abgeordneter des Landtags von Nordrhein-Westfalen.

## Leben
Bunse erreichte im Jahr 1992, nachdem er vorher die Realschule besucht hatte, auf einer Berufsfachschule die Fachhochschulreife und absolvierte im Anschluss bis 1995 eine Ausbildung zum Kaufmann in der Grundstücks- und Wohnungswirtschaft. Von 1995 bis 1997 war er als kaufmännischer Sachbearbeiter bei einem Wohnungsunternehmen tätig. Im Jahr 1999 war er zwischen Juli und Oktober kaufmännischer Leiter eines Wohnungsverwaltungsunternehmens, und danach von 2000 bis 2005 als Assistent der Geschäftsführung bei einem Düsseldorfer Immobilienunternehmen tätig. 16 Jahre lang war er Gruppenleiter in der katholischen Jugend Hl. Familie in Mettmann-Metzkausen. Neben seiner Tätigkeit als Landtagsabgeordneter ist er als ehrenamtlicher Rettungssanitäter des Deutschen Roten Kreuzes in Wülfrath tätig.

## Politik
Bunse war von 1988 bis 2008 Mitglied der Jungen Union und ist seit 1991 Mitglied der CDU. Seit 2004 ist er kooptiertes Mitglied im Kreisvorstand der CDU-Mettmann. Seit 1994 ist er Mitglied des Rates der Kreisstadt Mettmann. Marc Bunse war ab 8. Juni 2005 Abgeordneter des Landtags von Nordrhein-Westfalen für den Wahlkreis Mettmann IV (Velbert, Wülfrath und Teile von Mettmann). Er gehörte als ordentliches Mitglied dem Ausschuss für Schule und Weiterbildung, dem Ältestenrat sowie dem Petitionsausschuss an. Darüber hinaus war Bunse Schriftführer des Landtags. Bei der Landtagswahl in Nordrhein-Westfalen am 9. Mai 2010 trat er erneut als Kandidat im Landtagswahlkreis Mettmann IV an und zog als direkt gewählter Abgeordneter wieder in den Landtag ein. Bei der Wahl 2012 konnte er sein Mandat nicht verteidigen und schied aus dem Landtag aus.
In den Jahren 2006 bis 2008 war er stellvertretender Vorsitzender des Verbandes der Lesben und Schwulen in der Union (LSU).